# Iglesia de la Asunción de Nuestra Señora (Guevara)
La iglesia de la Asunción de Nuestra Señora es un edificio situado en el concejo de Guevara, perteneciente al municipio español de Barrundia, en la provincia de Álava. 

## Descripción
El edificio se encuentra en el concejo alavés de Guevara, perteneciente al municipio español de Barrundia. Se menciona como iglesia parroquial del lugar en el Diccionario geográfico-estadístico-histórico de España y sus posesiones de Ultramar de Pascual Madoz, donde se describe con las siguientes palabras:

La igl. parr. dedicada á la Asuncion de Ntra. Sra. y cuyo retablo y archivo fueron reducidos á cenizas el espresado dia 19, se halla servida por un beneficiado perpétuo con título de cura de nombramiento del diocesano: el cementerio próximo á la igl., es capaz y bien construido.
(Madoz, 1847, p. 75)

Décadas después, ya en el siglo XX, Vicente Vera y López vuelve a reseñarla en el tomo de la Geografía general del País Vasco-Navarro dedicado a Álava con las siguientes palabras: «Tiene Guevara una iglesia parroquial dedicada á la Asunción de Nuestra Señora, perteneciente al arciprestazgo de Gamboa, de categoría rural de segunda».
Los registros sacramentales de bautismos, matrimonios y decesos generados por la parroquia de la Asunción de Nuestra Señora desde el siglo XV hasta el final del XIX se conservan con los del resto de iglesias de la provincia en el Archivo Histórico Diocesano de Vitoria, donde pueden consultarse.